# Firstborn (film)
Firstborn è un film del 1984 diretto da Michael Apted.